# Malik Ambar

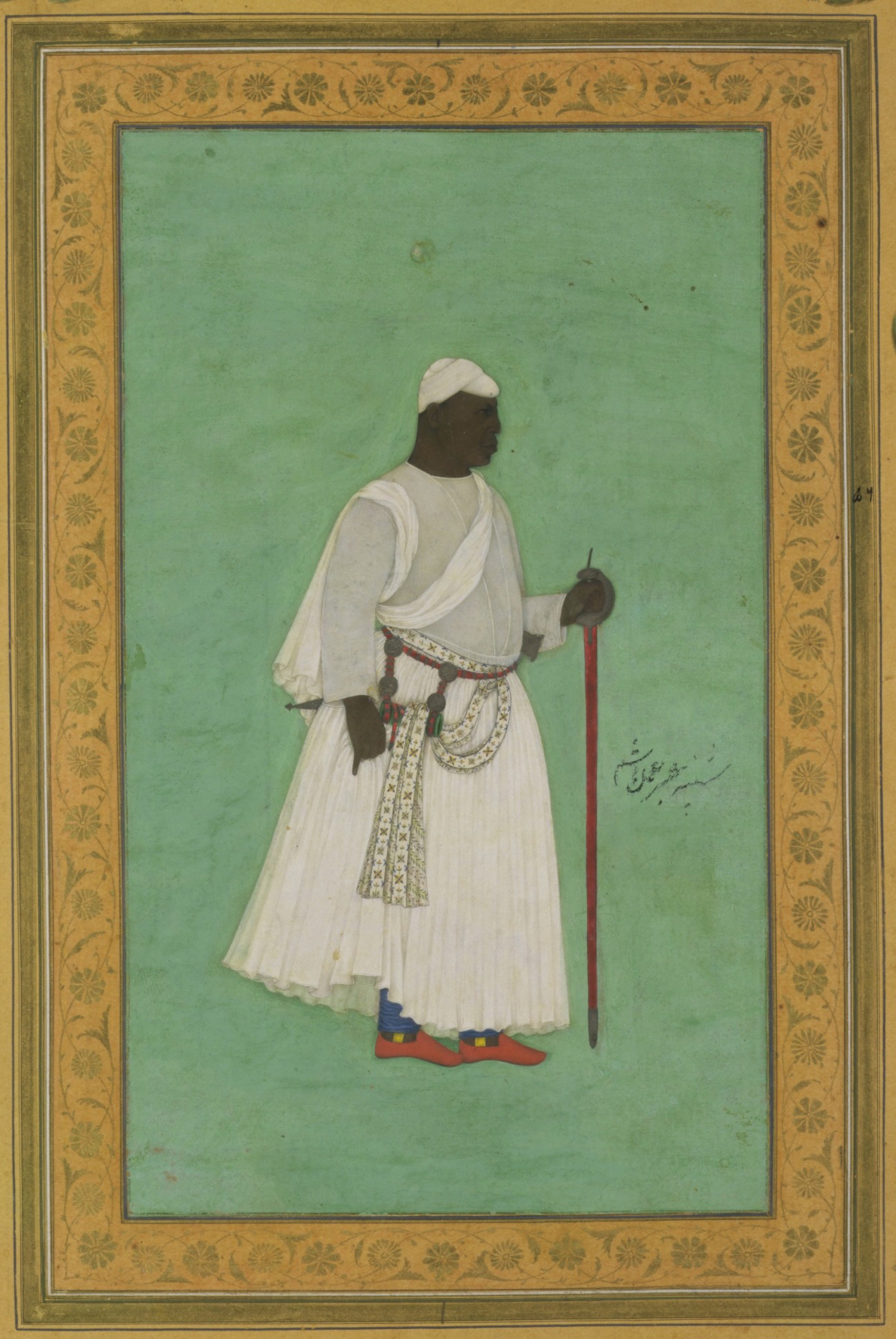
Malik Ambar, miniatuurportret door een zekere Hashim, rond 1624-5.

Malik Ambar (1548 - 13 mei 1626) was in het begin van de 17e eeuw de de facto heerser van het sultanaat Ahmednagar in India. Hij was van oorsprong een Afrikaanse slaaf uit Ethiopië, een zogenaamde siddi of habshi. Onder zijn leiding hield het sultanaat twee decennia lang stand tegen het Mogols. Zijn guerillastijl van oorlogsvoering werd later door de Maratha's onder Shivaji overgenomen.
Malik Ambar heette oorspronkelijk Chapu, en werd waarschijnlijk geboren in de Kambataregio in het zuiden van Ethiopië. Hij viel in handen van slavenhandelaren die hem naar Mokka verscheepten. Vandaar werd hij naar Baghdad gebracht. Hij bekeerde tot de islam en werd opgeleid in de krijgskunst. Daarna werd hij overzee naar Ahmednagar gebracht om de pesjwa (eerste minister) van dat sultanaat te dienen. Gedurende deze reis wisselde hij meerdere malen van eigenaar. Er waren in Ahmednagar veel Ethiopische slaaf-soldaten: de pesjwa zelf had zo'n duizend habshi's in dienst.
Na de dood van de pesjwa rond 1574-5 werd Malik Ambar vrijgelaten. Hij trouwde en diende daarna als huurling in het sultanaat Bijapur, maar keerde in 1595 terug naar de stad Ahmednagar, die op dat moment door de Mogols belegerd werd. Wegens zijn succes in het plunderen van de bevoorrading van de Mogols groeide Malik Ambars legertje snel uit tot een factor van belang. In 1600 viel de stad en werd de sultan door de Mogols gevangen genomen. Malik Ambar riep een ver familielid van de koninklijke familie uit als sultan Mutraza Nizam Shah II. Hij liet deze marionet met zijn dochter trouwen en deed zelf dienst als pesjwa en regent. Toen de sultan een decennium later tegen deze gang van zaken in verweer kwam liet Malik Ambar hem vergiftigen en stelde een nieuwe marionet aan.

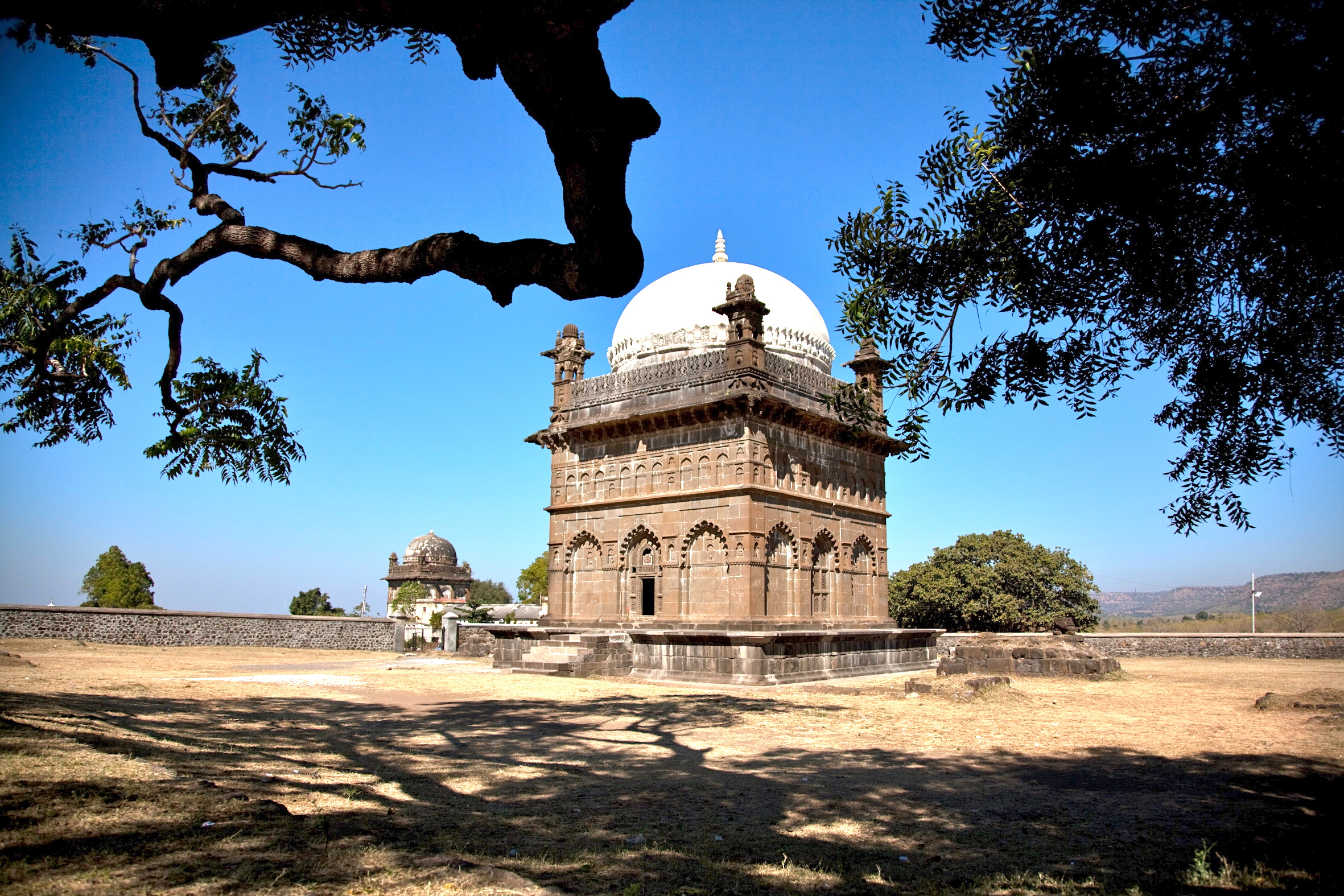
Mausoleum van Malik Ambar in Khuldabad.

Malik Ambar bleef succesvol verzet tegen de Mogols bieden. Hij gebruikte daarbij guerillataktieken: hij lokte de vijand in hinderlagen en sneed diens bevoorradingslijnen af, terwijl hij een directe confrontatie zoveel mogelijk voorkwam. Met elke overwinning sloten meer avonturiers en huurlingen zich bij hem aan. In 1610 lukte het de stad Ahmednagar te heroveren, maar Malik Ambar verplaatste de koninklijke familie naar Daulatabad. Vlak bij deze vesting liet hij een nieuwe hoofdstad bouwen: Khadki, dat later Aurangabad genoemd zou worden. 
Rond 1620 beschikte Malik Ambar over ongeveer 50.000 manschappen: 10.000 habshi's en 40.000 Maratha's. Europese reizigers in het gebied als de Nederlanders Pieter Gielis van Ravesteijn en Pieter van den Broecke beschreven Malik Ambar als een geliefd aanvoerder en zijn leger als bijzonder geordend. Zij verbaasden zich over het grote aantal zwarte Ethiopische soldaten.
Malik Ambar stierf in 1626 een natuurlijke dood. Zijn zoon Fath Khan nam zijn rollen van pesjwa en macht achter de troon van hem over, maar werd in 1633 verslagen en gevangen genomen door de Mogols.